# Zatîșne, Borîspil
Zatîșne (în ucraineană Затишне) este un sat în comuna Revne din raionul Borîspil, regiunea Kiev, Ucraina.

## Demografie
Componența lingvistică a localității Leninivka
     Ucraineană (97,03%)
     Rusă (2,97%)
Conform recensământului din 2001, majoritatea populației localității Zatîșne era vorbitoare de ucraineană (97,03%), existând în minoritate și vorbitori de rusă (2,97%).